# ФК Зета
ФК „Зета“ (на черногорски: Fudbalski klub Zeta) е черногорски футболен клуб от столицата Подгорица.
Отборът играе на най-високото ниво на черногорския клубен футбол – Черногорската първа лига. Тимът е бил шампион на Черна гора.
„Зета“ е на 318-е место в рейтинга на УЕФА. УЕФА

## История
Създаден е през 1927 г. като ФК „Даница“. През 1945 г. е преименуван на ФК „Напредак“, а през 1955 г. получава и сегашното си име „Зета“.
До 1962 година клубът играе в първенството на Титоград (сага Подгорица), след което се качва в Трета Лига, където се състезава до 1996 година. За този период клуб 9 пъти завършва на второ място. През 1996 година председател на клуба става Радойча-Райо Божович, под неговото ръководство клубът завоюва значителни успехи и, заемайки първото място в зоне „Запад“ на втора югославска лига през сезон 1999/2000, влиза в Първата лига на Югославия. През сезон 2004/05 отборът е трети шампионата на Сърбия и Черна гора и става първия черногорски отбор в историята, получил правото да участва в турнира за Купата на УЕФА. През 2006 Черна гора напуска състава на Сърбия и Черна гора и Първа Лига на Черна гора (явяваща се като втора дивизия в съюзната държава) става най-висшия национален турнир на образуваната република. Още в първия си сезон в Шампионата на Черна гора през 2006/2007 отборът става Шампион на Черна гора и получава правото на участие в Шампионската лига. В последните години отборът неизменно участва в европейските клубни турнири.

## Предишни имена
| Години      | Име                              |
| ----------- | -------------------------------- |
| 1927 – 1945 | „Даница“ FK Danica Golubovci     |
| 1944 – 1955 | „Напредак“ FK Napredak Golubovci |
| 1955 –      | „Зета“ FK Zeta Golubovci         |

## Успехи
Черна гора
- Черногорска първа лига
  -  Шампион (1): 2006 – 07
  -  Сребърен медалист (2): 2007 – 08, 2016 – 17
  -  Бронзов медалист (2): 2011 – 12, 2018 – 19
- Купа на Черна гора
  - 1/2 финалист (2): 2006 – 07, 2010 – 11

 Сърбия и Черна гора (2003 – 2006)
- Суперлига Сърбия и Черна гора:
  -  Бронзов медалист (1): 2004 – 05

 СР Югославия (1992 – 2003)
- Първа лига на СР Югославия: (2 ниво)
  - 5-о място (1): 2001 – 02
- Друга лига на СР Югославия: (2 ниво)
  -  Шампион (1): 1999 – 2000 (запад)

## Европейска статистика
| Сезон   | Турнир               | Кръг     | Държава | Противник         | Резултат |
| ------- | -------------------- | -------- | ------- | ----------------- | -------- |
| 2007/08 | УЕФА Шампионска лига | 1-ви кв. |         | Каунас            | 3:1, 2:3 |
| 2007/08 | УЕФА Шампионска лига | 2-ри кв. |         | Рейнджърс         | 0:2, 0:1 |
| 2008/09 | Купа на УЕФА         | 1-ви кв. |         | Интерблок Любляна | 1:1, 0:1 |
| 2010/11 | УЕФА Лига Европа     | 1-ви кв. |         | Дачия Кишинев     | 1:1, 0:0 |
| 2011/12 | УЕФА Лига Европа     | 1-ви кв. |         | Спартак Търнава   | 2:1, 0:3 |
| 2012/13 | УЕФА Лига Европа     | 1-ви кв. |         | Пюник             | 3:0, 1:2 |
| 2012/13 | УЕФА Лига Европа     | 2-ри кв. |         | ЮЯК Ювяскюля      | 2:3, 1:0 |
| 2012/13 | УЕФА Лига Европа     | 3-ти кв. |         | Сараево           | 1:2, 1:0 |
| 2012/13 | УЕФА Лига Европа     | Плейоф   |         | ПСВ Айндховен     | 0:5, 0:9 |